# Silvio Micheli
Silvio Micheli, né à Viareggio le 6 janvier 1911 et mort à Viareggio le 23 mars 1990 , est un écrivain italien.

## Biographie
Il obtient le prix Viareggio en 1946 pour Pane duro.
Entre 1960/1964, il collabore également avec le Pioniere et le Pioniere dell'Unità dans lequel certaines de ses histoires en italien sont publiées

## Œuvres traduites en français
- Mongolie, Mongolie [« Mongolia, sulle orme di Marco Polo »], trad. de Jacqueline Rémillet de Rosznay, Paris, Éditions Robert Laffont, 1965, 352 p. (BNF 33100096).